# Spitzingsee
Spitzingsee là một hồ núi tại Oberbayern, Đức. Nó cũng là tên của một làng thuộc xã Schliersee nằm bên hồ này.

## Địa lý
Hồ Spitzingsee cách hồ Schliersee khoảng 5 km về phía Nam, cách Spitzingsattel khoảng vài trăm m, nằm ở độ cao 1.084 m khu vực dãy núi Mangfall, Bayerische Alpen. Với 28,3 mẫu tây nó là hồ núi lớn nhất tại Bayern. Độ sâu nhất là 16,30 m. Nước hồ chảy ra rạch Rote Valepp, nhập tại Kaiserklause (Forsthaus Valepp) vào rạch Weißen Valepp, tại Tirol nó được gọi là sông Grundache và sau đó có tên là sông Brandenberger Ache chạy vào sông Inn. 

Hồ này là tài sản của bang Bayern, cơ quan Quản lý các lâu đài, vườn, và hồ công cộng (Bayerische Verwaltung der staatlichen Schlösser, Gärten und Seen) chịu trách nhiệm.

## Hình ảnh

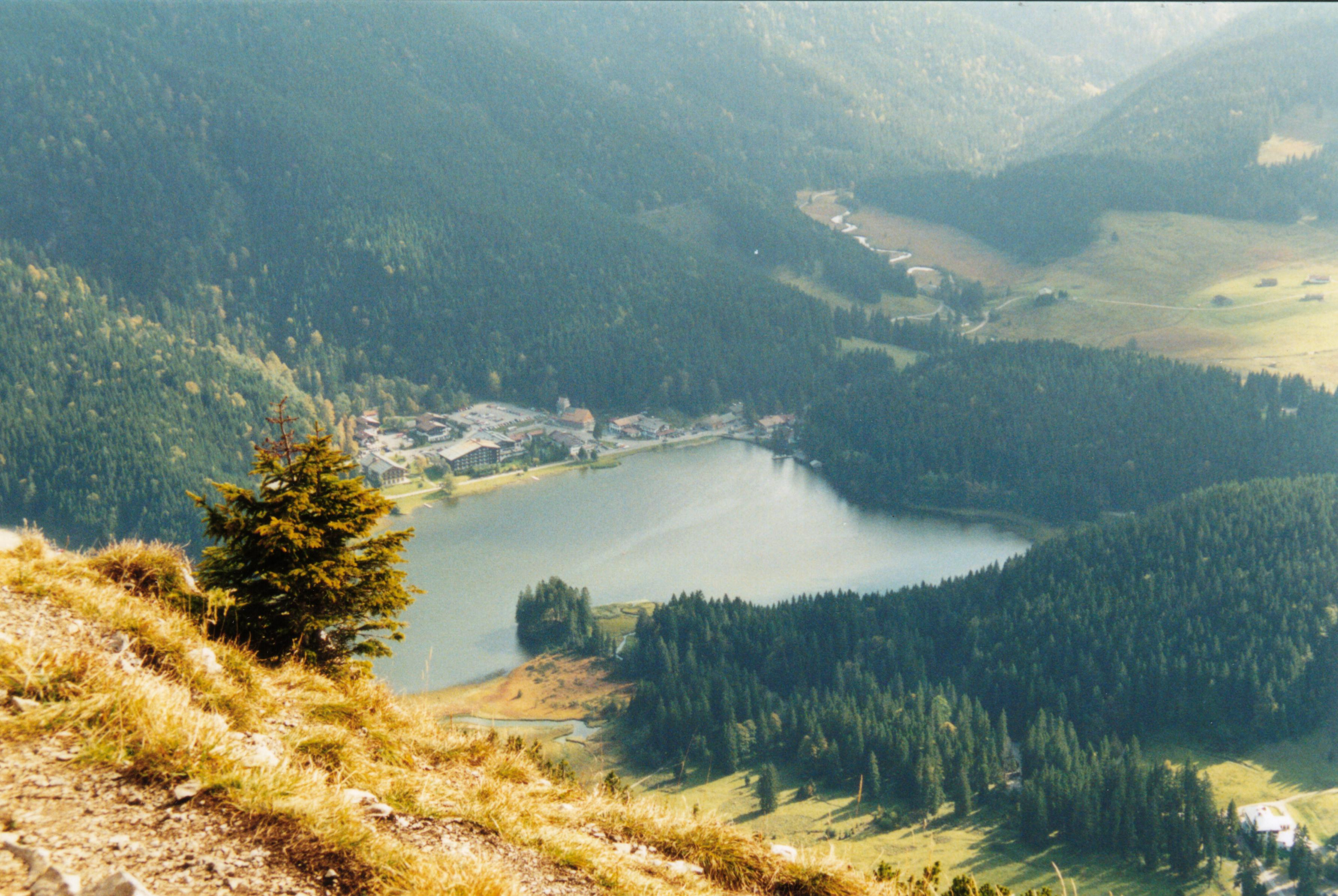
Nhìn từ Brecherspitz xuống hồ
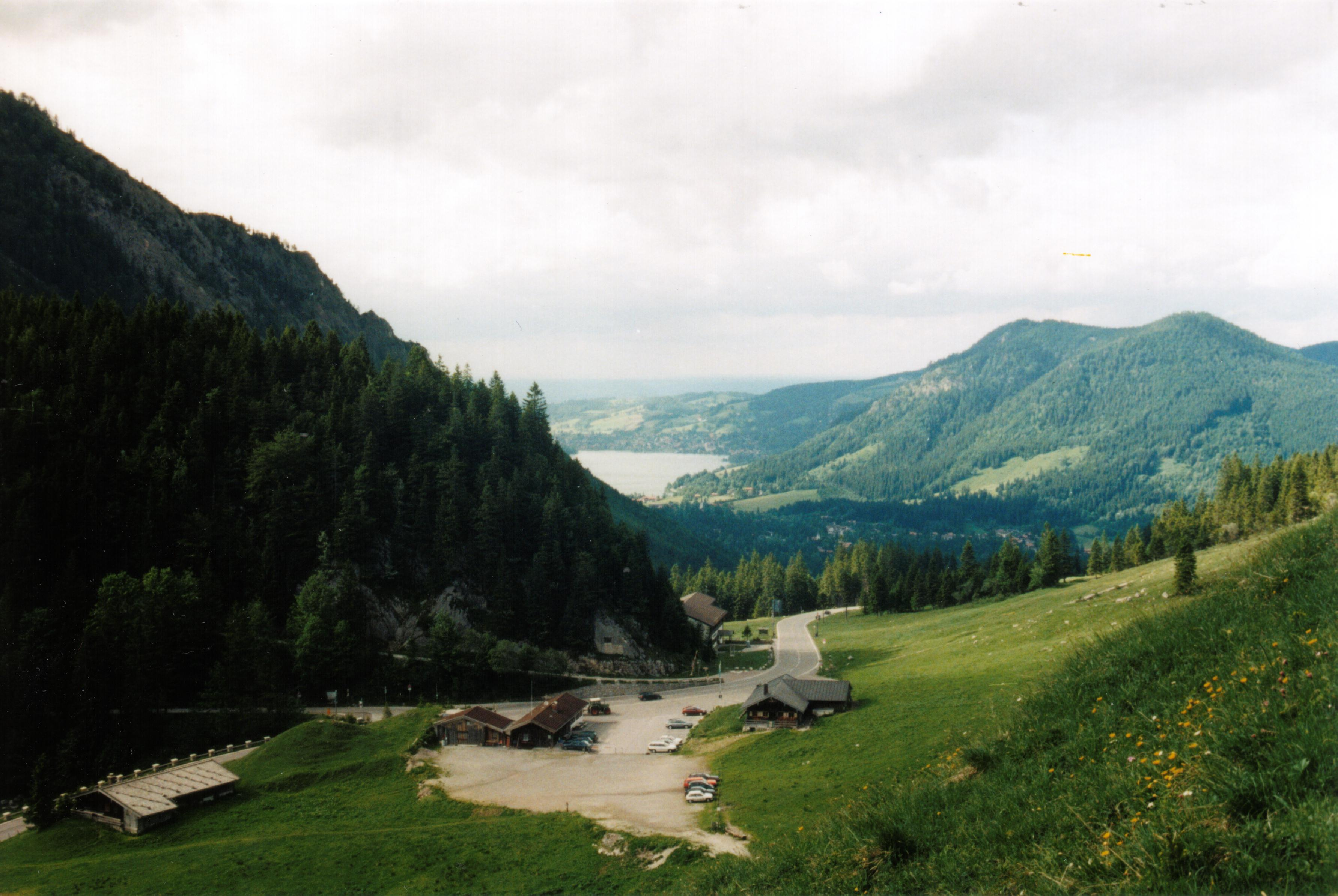
Nhìn qua Spitzingsattel tới Schliersee
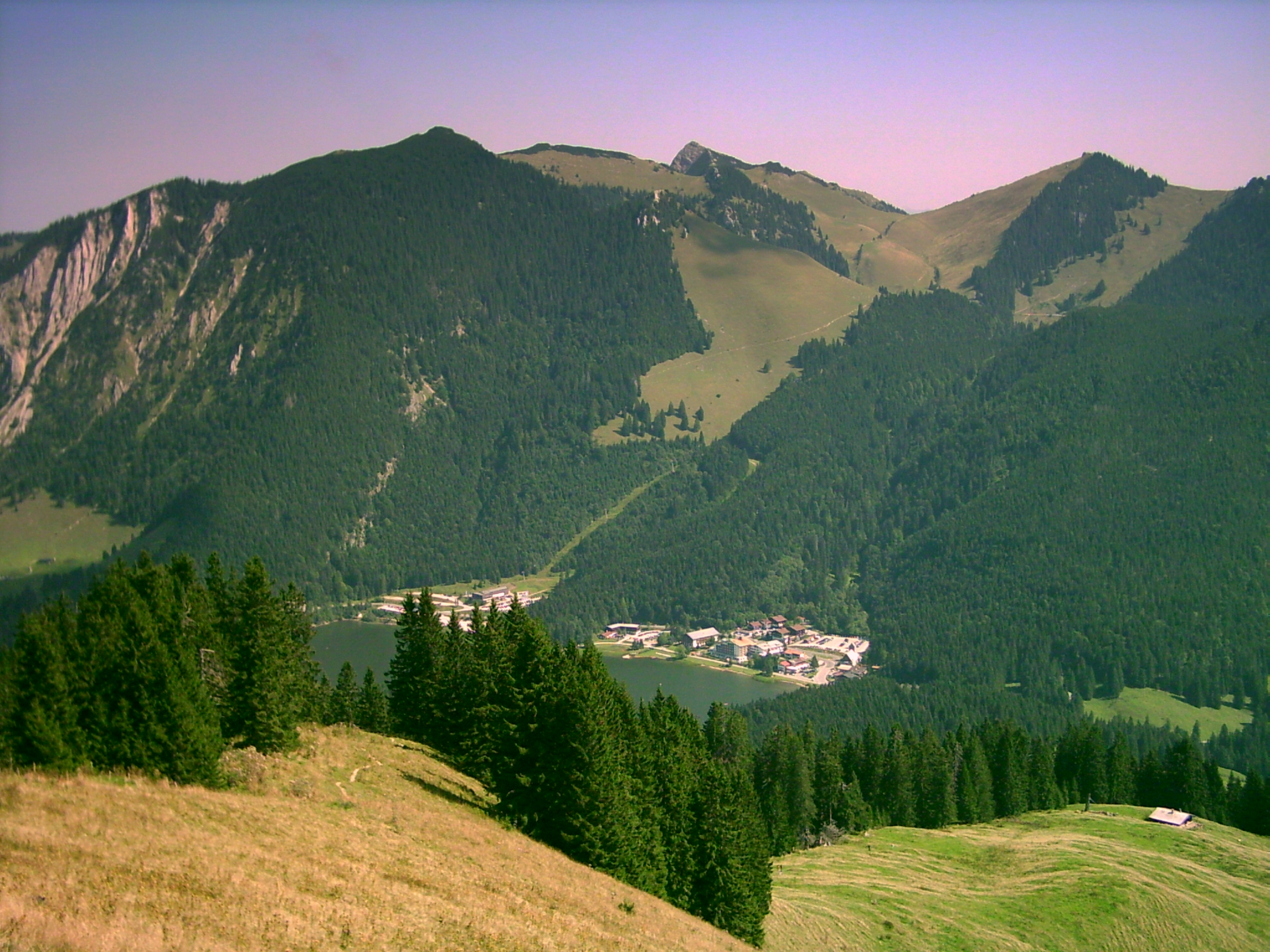
Từ Rosskopf nhìn xuống Spitzingsee
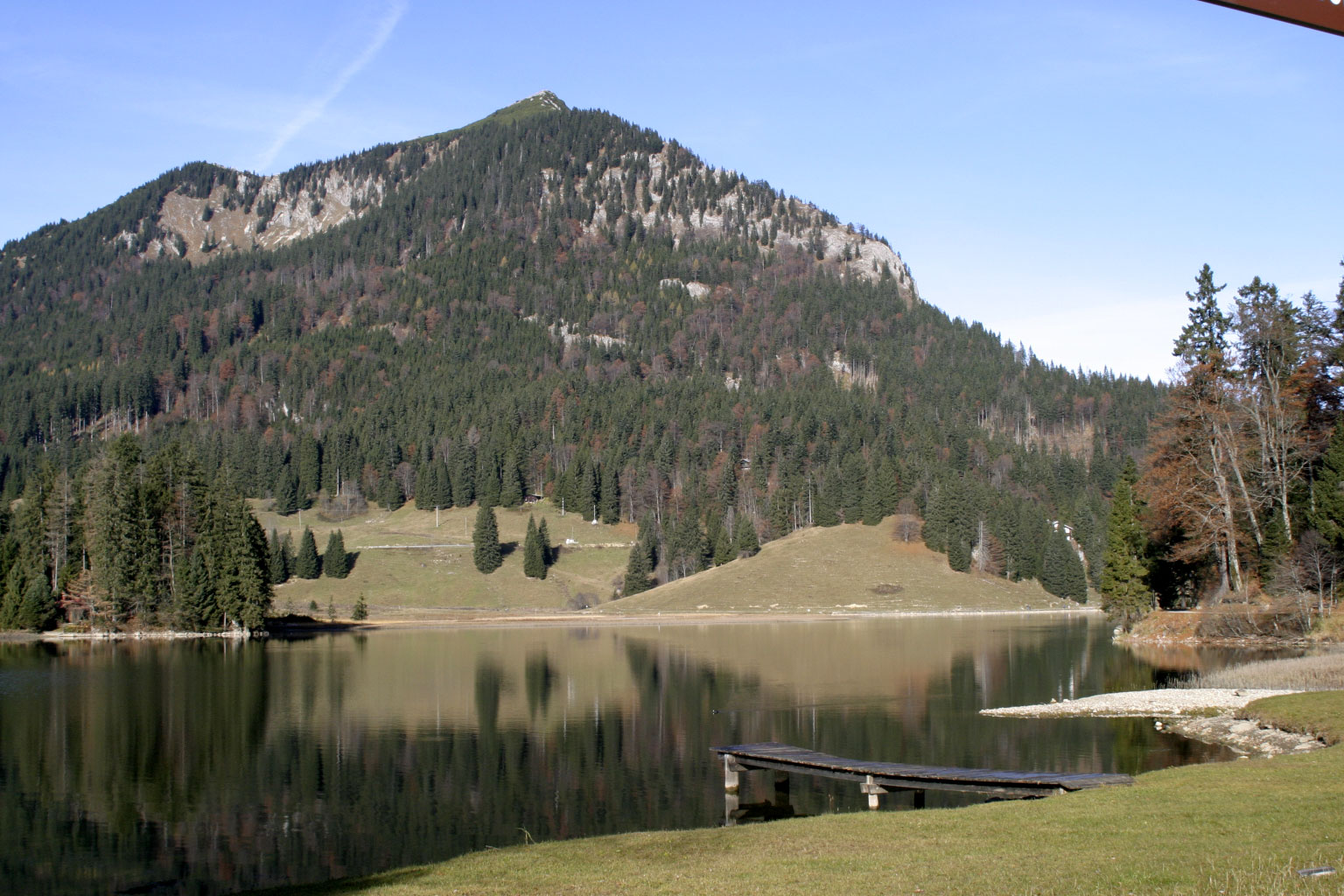
Từ làng nhìn ra hồ
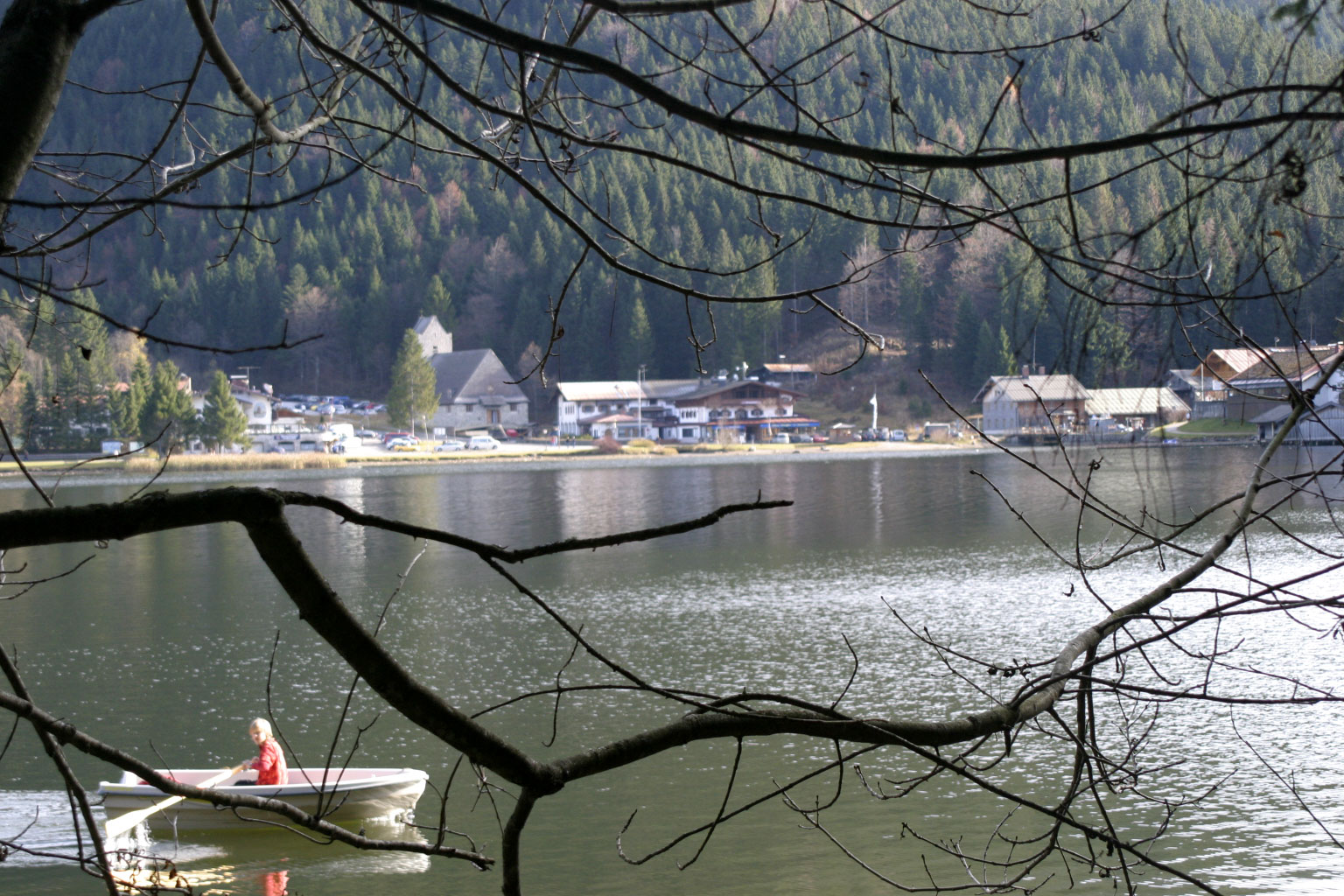
Qua hồ tới làng
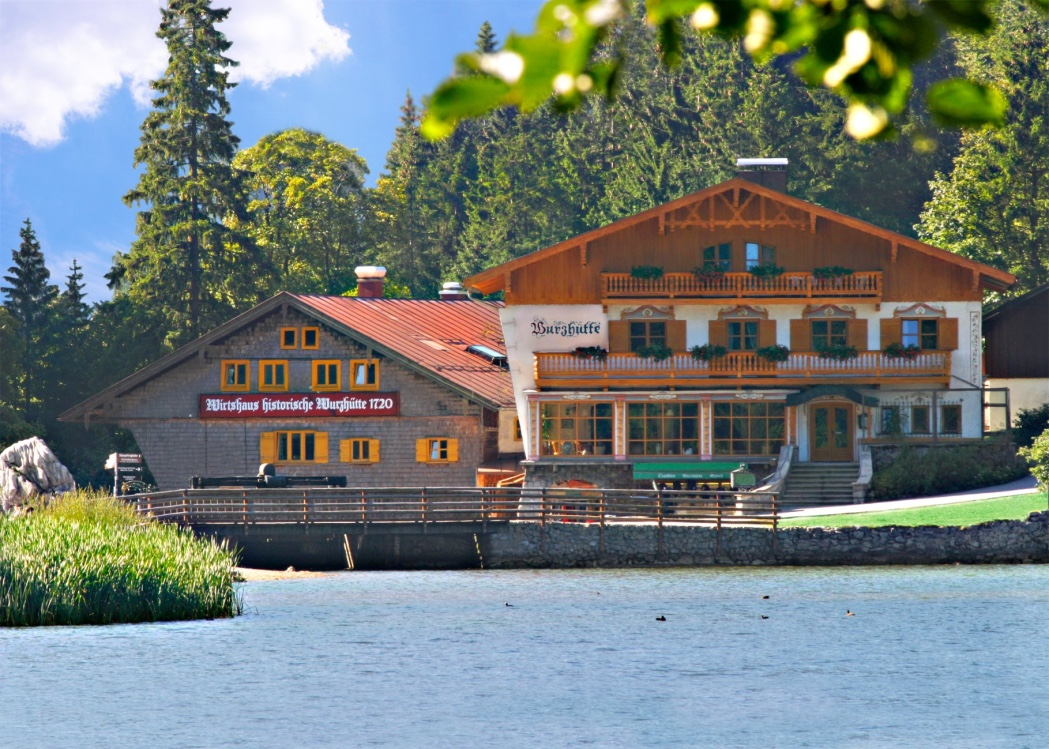
Alte Wurzhütte
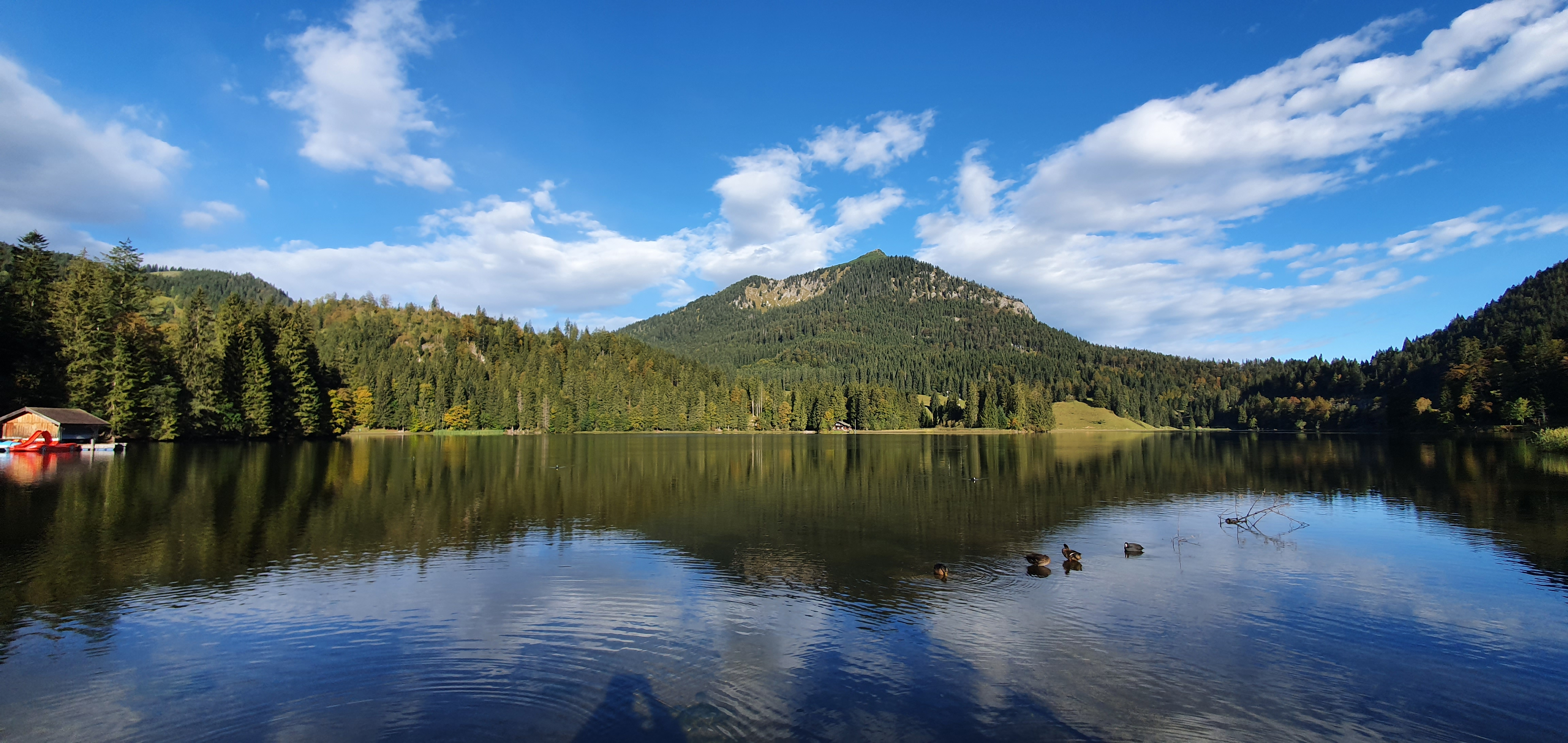
Nhìn tới hướng Brecherspitz